# Nyssia graecazonaria
Nyssia graecazonaria är en fjärilsart som beskrevs av Volker 1950. Nyssia graecazonaria ingår i släktet Nyssia och familjen mätare. Inga underarter finns listade i Catalogue of Life.